# Aleiodes esenbeckii
Рогас шелкопрядовый относится к семейству браконид.
Замечательно защитное поведение его личинок. Самки откладывают яйца в молодых гусениц сибирского шелкопряда Dendrolimus sibiricus. Зараженные гусеницы шелкопряда зимуют в почве, а следующей весной поднимаются на деревья и начинают питаться. Личинка наездника, дремавшая всю зиму, теперь быстро развивается, и поведение гусеницы изменяется — она вдруг чувствует неодолимую потребность спуститься с ветвей к основанию ствола.